# A Comédia de Deus
A Comédia de Deus é um filme português de 1995, realizado por João César Monteiro, a segunda longa-metragem da trilogia que o retrata como alter-ego na figura de João de Deus, sendo a primeira delas Recordações da Casa Amarela e a terceira As Bodas de Deus.
A trilogia explora, com repetidas referências autobiográficas, num estilo sarcástico, com humor mal humorado, a personagem de Deus, o protagonista, encarnado num bem humano pobre diabo. O resultado pretendido é traçar uma caricatura de alguém menos virtuoso que vicioso, autor e actor de inqualificáveis comédias num mundo hipócrita, com abundantes referências literárias, artísticas e filosóficas.
O filme, dedicado à memória de Serge Daney, crítico da revista francesa Cahiers du Cinéma e amigo de Monteiro, estreia em Lisboa nos cinemas Condes, King e Monumental, a 19 de Janeiro de 1996.

## Sinopse
Perseguido pelas recordações, «Saído do manicómio, João de Deus prosperou, tornando-se responsável pelo Paraíso do Gelado e inventando mesmo a especialidade da loja. Passa o tempo livre em casa, solitário, com uma colecção de pelos do púbis feminino, que ciosamente guarda num Livro de Pensamentos. A dona do Paraíso, Judite, ambiciona alargar o negócio a uma congénere francesa, contando com uma delícia do protegido, para convencer o virtual sócio parisiense. Mas as coisas correm mal, enquanto o próprio comportamento de Deus começa a deteriorar-se com uma mal sã insanidade. A causa mais próxima é Joaninha, a filha do severo talhante do bairro» (Cit.: José de Matos-Cruz, o Cais do Olhar. Ed. da Cinemateca Portuguesa, 1999.
Em suma, o esforçado João consegue um dia levar lá à casa a linda Joaninha de olhos verdes. Convence-a a tomar um delicioso banho de leite de vaca, porque de burra não há. E dá-lhe tantas guloseimas que a pobre menina tem de ir a correr para a retrete. Tocada pelo desvelo, solicita, ela pergunta então: «Quer que lhe guarde a caquinha?». O João, apreciador de bons perfumes, mas sempre na medida certa, desabafa: «Não, tudo o que é demais cheira mal». Vai-se a rapariga embora. Aproveita ele para coar o leite do banho e meter os púberes pentelhos deixados pela deleitosa donzela no seu Livro Sagrado.
Porém, o paterno carniceiro, homem musculado, ao topar a marosca, não perdoa o atrevimento e quase deixa o perverso em estado de coma, todo embrulhado em ligaduras. Livra-se o infeliz da morte, mas não de ser posto no olho da rua pela dona do Paraíso. Sai-lhe caro o pecado.

## Enquadramento histórico
As recordações são o leitmotiv da obra de Monteiro (ver: Recordações da Casa Amarela). Têm origem no início dos anos sessenta (ver: Quem espera por sapatos de defunto morre descalço). É por essa altura que o abelhudo João se põe a ler coisas que não devia.
A prova provada está contida no veemente discurso proferido por João de Deus perante um ilustre representante da Igreja, que se desloca ao Paraíso para abençoar os gelados que lá se fazem. Numa célebre passagem desse discurso, ele confessa: «O meu sonho, talvez irrealizável, é fabricar um perfume que concentre em si todos os perfumes. Harmoniosamente, chegar-me a Deus, à quintessência dos perfumes». Diz ele que tem um «forte sentido religioso» e que se sente ser «o último dos crentes». Está a ser sincero, apesar da balofa grandiloquência, apesar de ser por natureza trapaceiro, apesar do humor negro que percorre todos os filmes da sua vida. É isso que acham os seus mais fiéis amigos, que não duvidam da sua palavra, pessoas de palavra de quem ninguém duvida.
«Nas infinitas variações que dá ao tema há um denominador comum que é a ideia de uma religião sem deus, cujos rituais são inspirados em mais um ramo da família espiritual do cineasta: Sade e Bataille. Basta lembrar a “História do Olho”, do francês, para perceber de onde vêm os ovos da Comédia de Deus. Este clássico da literatura erótica de 1928 conta a história de um jovem casal que explora os limites do interdito sexual. Jogam com ovos, leite e fluidos corporais. Basta pensar em A Filosofia na Alcova, do Marquês, para perceber de onde chegam as jovens púberes de César».
É essa a tal literatura que Monteiro digeria, numa época difícil: livrinhos que se compravam na Livraria Universitária do Manuel de Brito e na Livraria Barata da Avenida de Roma, na parte nova da cidade de Lisboa, locais que a malta cinéfila do café Vává frequentava, em frescas tertúlias, em atrevidos e doces namoricos, em arriscadas conspirações, época em que musculados carniceiros se encarniçavam em cingir a mais pequenina ousadia, em castrar a mínima libertinagem. Pisava-se o risco e havia logo um pai tirano a erguer o chicote, havia logo a PIDE à perna e as costumadas cargas da GNR, que de doce e atrevido nada tinham.
Recordações vindas do fundo da História, nódoas negras da geração de César, nele menos negras que amarelas, menos próprias do fado corrido que do velho fado castiço que canta sempre o mesmo, os amores sempre frustrados: «…surtout il nous fait mémoriser chacune de ses images, chacune de ses créations. Il y a quelque chose de mélancolique au royaume de Monteiro" (Serge Daney). Melancolia profundamente sentida por quem fala do Monteiro como quem fala da Amália. Não haverá aqui um equívoco?.

## Elenco
- João de Deus – João César Monteiro (Max Monteiro)
- Joaninha – Cláudia Teixeira
- Judite – Manuela de Freitas
- Rosarinho – Raquel Ascensão
- Talhante – Rui Luís
- Dona Antónia – Glicínia Quartim
- Pedro Cruel – Mário Barroso
- Felícia – Gracinda Nave
- Alexandra – Patrícia Abreu
- Tomé – Saraiva Serrano
- Carmen – Maria Ribeiro
- Bruno – Bruno de Sousa
- Menina da janela – Ana Reis
- Romão – André Gago
- Voz de Deus – João Pedro Gil

## Festivais e prémios
- Festival de Veneza de 1995 (Grande Prémio Especial do Júri, Prémio Cinemavvenire[1], Prémio SNGCI do sindicato dos jornalistas italianos à realização, Prémio Pasinetti, Prémio Minoto à realização, Prémio Mionetto à realização)
- Festival de Dunquerque de 1995 (Grande Prémio do Júri, Prémio do Júri Jovem Cinema, Prémio da Interpretação Masculina)
- Europa alle Fonte, 1996 (Itália)
- Cinemateca Real da Bélgica, 1996 (Prémio L’Age d’Or)
- Festival de Montevideo, 1997, (Prémio FIPRESCI)